# الخماسين (وادي الدواسر)
الخماسين، هي العاصمة الادارية لمحافظة وادي الدواسر بها مركز فئة (أ) تقع في محافظة وادي الدواسر، والتابعة لمنطقة الرياض في السعودية. وتبعد الخماسين عن محافظة وادي الدواسر بمسافة تقارب (1) كم.